# Thelonious Monk Quartet con John Coltrane en el Carnegie Hall
At Carnegie Hall es un disco en vivo interpretado por The Thelonious Monk Quartet y John Coltrane.

## Historia
Durante la digitalización de las obras sonoras en la Biblioteca del Congreso de Estados Unidos, el supervidor de laboratorio Larry Appelbaum, en el año 2005, encontró una caja con unas cintas en las que aparecía la etiqueta T. Monk. Suponiendo que era una grabación del afamado pianista y compositor, se dispuso a escucharlas cuando descubrió que era una grabación en directo junto con el saxofonista John Coltrane en el Carnegie Hall.
Se trataba de una grabación del 29 de noviembre de 1957 del concierto benéfico "Thanksgiving Jazz", producido por Kenneth Lee Karpe para el centro comunitario Morningside de Harlem. 
En la interpretación del concierto también participaron: Billie Holiday, Dizzy Gillespie, Ray Charles, Sonny Rollins, and Chet Baker with Zoot Sims.
La grabación fue realizada por en alta definición por ingenieros de la radio y televisión pública Voz de América, que no llegó nunca a emitirse. Está compuesta de dos partes en las que intervienen the Monk Quartet con Coltrane. La grabación fue restaurada por el productor Michael Cuscuna y T.S. Monk (hijo de Thelonious Monk).

## Importancia de la obra
El descubrimiento de la obra fue celebrada por la revista Newsweek diciendo que era "el equivalente musical al descubrimiento de nuevo del Everest" y en Amazon.com el editor Lloyd Sachs lo denominó "la última definición de una obra clásica". Después de su lanzamiento, la grabación se convirtió en número uno en ventas de música en Amazon.com.
La grabación aumentó sustancialmente la cobertura de la obra conjunta de Monk y Coltrane, que se prodigaron poco debido a los conflictos entre sus discográficas. Las únicas obras que había de sus interpretaciones eran The Complete 1957 Riverside Recordings y Discovery, grabado con un equipo amateur por la primera esposa de Coltrane en la una reunión en el Five Spot café en 1958.

## Información de la obra
Todas las pistas fueron compuestas por Thelonious Monk (salvo las que se indica lo contrario). 
1. "Monk's Mood" – 7:52
2. "Evidence" – 4:41
3. "Crepuscule With Nellie" – 4:26
4. "Nutty" – 5:03
5. "Epistrophy" (Monk, Kenny Clarke) – 4:29
6. "Bye-Ya" – 6:31
7. "Sweet and Lovely" (Gus Arnheim, Harry Tobias, Jules LeMare) – 9:34
8. "Blue Monk" – 6:31
9. "Epistrophy" (incompleta) – 2:24

## Intérpretes
- Thelonious Monk – piano
- John Coltrane – tenor saxofón
- Ahmed Abdul-Malik – bajo
- Shadow Wilson – batería